# Hochschulverbund
Ein Hochschulverbund bezeichnet den Zusammenschluss von Hochschulen bzw. Universitäten. Die Gründe hierfür variieren von der regionalen Zusammenarbeit bis zum interdisziplinären Zusammenschlusses zu einem Themenbereich, um die
Forschung und Ausbildung zu fördern.
Einige Landeshochschulgesetze machen Aussagen zu Hochschulverbünden. Beispielsweise im Hochschulgesetz von Rheinland-Pfalz

„Für mehrere Hochschulen oder Hochschulstandorte insbesondere einer Region können zur gemeinsamen Wahrnehmung ihrer Aufgaben auf bestimmten Gebieten im Einvernehmen mit dem fachlich zuständigen Ministerium Hochschulverbünde eingerichtet werden. Die nähere Ausgestaltung, insbesondere hinsichtlich der Aufgaben, der Leitung, der Struktur und der Gremien, wird in einem Kooperationsvertrag geregelt.“